# Mario Russo
Mario Antonio Russo (Catriel, 1 de abril de 1967) es un médico cardiólogo argentino. Fue el ministro de salud de Argentina, desde el 10 de diciembre de 2023 hasta el 27 de septiembre de 2024; durante la administración de Javier Milei.

## Biografía
Mario Antonio Russo nació el 1 de abril de 1967, en la ciudad argentina de Catriel (Río Negro), donde su familia se encontraba asentada vinculada al rubro petrolero.
Realizó su formación primaria y secundaria en su ciudad natal, cuando decidió trasladarse a Buenos Aires para continuar sus estudios universitarios. Obtuvo el título de médico cardiólogo, en la Universidad de Buenos Aires. Además, ha participado en programas de formación directiva en gestión y economía de la salud en la Universidad Austral y el Instituto Tecnológico de Buenos Aires (ITBA).

### Trayectoria
Comenzó su carrera como residente de cardiología en el Hospital Español de Buenos Aires en 1990. En 2001, ingresó al sector público al asumir como director del Servicio de Cardiología del Hospital Polo Sanitario, perteneciente al partido bonaerense de Malvinas Argentinas, donde también se encargó de la Unidad Unidad Coronaria del Hospital FLENI. Fue director del Curso de Cardiología Clínica de la Sociedad Argentina de Cardiología.
Coordinó el Servicio de Trasplante Cardiopulmonar Pediátrico en el Hospital Italiano (2000-2004).
Se desempeñó como secretario de Salud de San Miguel (2009-2015) y de Morón (2015-2016). En 2016 asumió la Secretaría de Gobierno del Municipio de Morón, ejerciendo el cargo hasta mayo de 2017.
En el gobierno de María Eugenia Vidal en la provincia bonaerense, fungió como subsecretario de Coordinación de Políticas Sanitarias y de Planificación y Contralor Sanitario en el Ministerio de Salud de dicha provincia.
Fue director de Asuntos Gubernamentales en Agua y Saneamientos Argentinos (AySA), durante la gestión de Malena Galmarini, entre enero de 2020 y junio de 2022.

## Ministro de la Nación

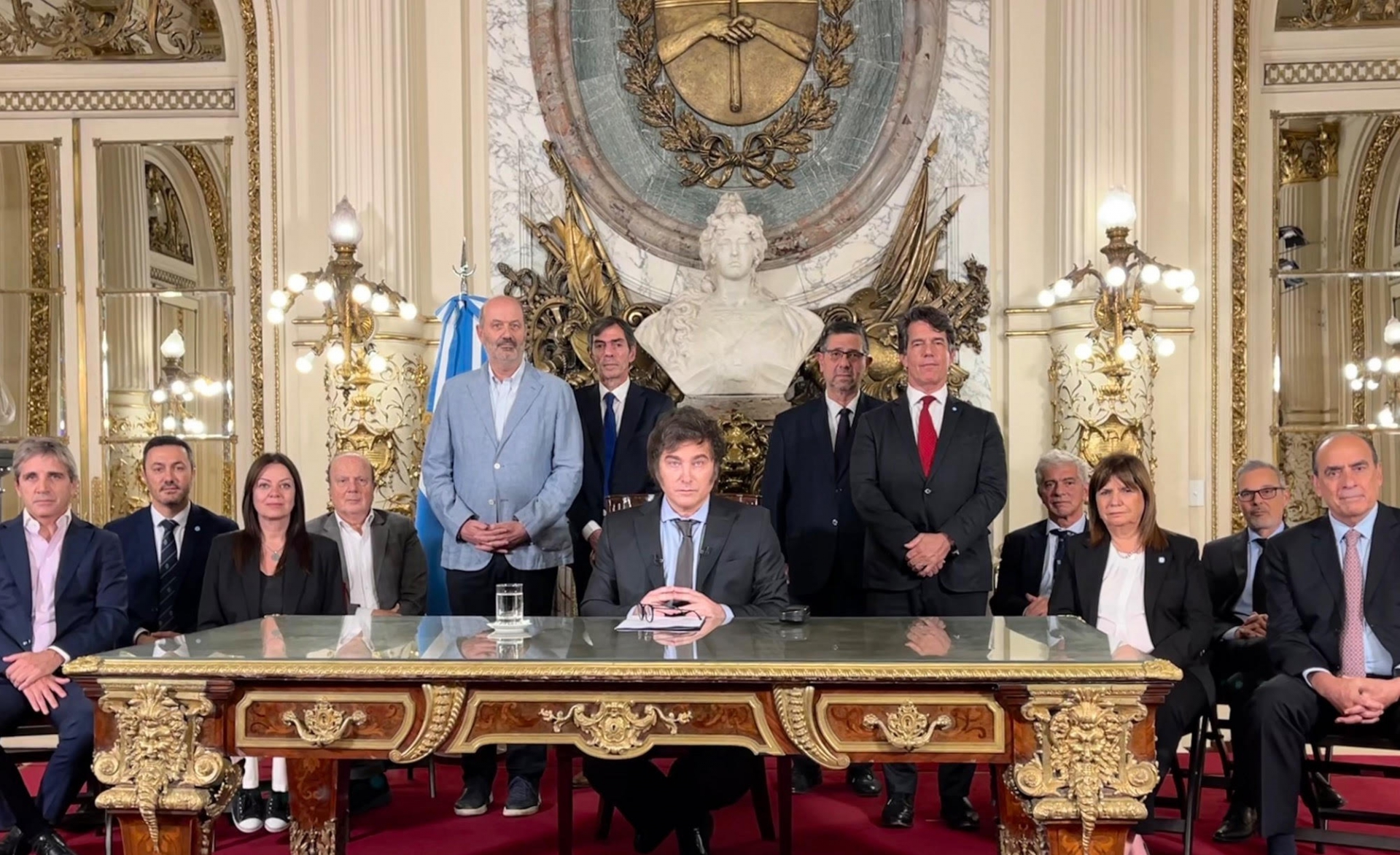
Russo (segundo a la derecha) junto al presidente Javier Milei, en 2023.

El 8 de diciembre de 2023, fue nombrado por el presidente electo Javier Milei, como ministro de Salud de la Nación Argentina. El 10 de diciembre siguiente, con el inicio de la administración, asumió en tal cargo.

#### Dengue
En abril de 2024, en medio de la epidemia de dengue de 2024 en Argentina, con 200.000 casos de contagio y 130 muertos, el ministro declaró mediante un comunicado que la vacuna disponible para la misma "no es de utilidad, no es efectiva, para mitigar un brote" (lo que fue desmentido por varios científicos expertos en el tema) y relativizó el faltante de repelentes, situación a la cual resumió como un problema de mercado, entre la oferta y demanda. Desde los inicios de la epidemia no había hecho ningún tipo de aparición pública ni hablado sobre el tema más que de forma escrita.
En mayo, presentó el Plan de trabajo para al abordaje integral del dengue 2024-2025 con las acciones que se están llevando a cabo y las líneas de trabajo que se fortalecerán de cara a la próxima temporada.
Durante la presentación, las autoridades nacionales repasaron la situación epidemiológica actual, explicaron la estrategia de vacunación focalizada en zonas endémicas y según situación epidemiológica, siguiendo las recomendaciones de la Conain y en coordinación con las provincias, y enfatizaron la importancia de sostener las medidas de prevención y control a través de un abordaje integral, en todo el país y durante todo el año.

#### Ajuste en el PAMI
Durante el año 2024 se anunciaron unas medidas de ajustes en el PAMI en lo referentes a los medicamentos a los que tienen acceso los jubilados. En el mes de agosto de recortó la cobertura del 100 por ciento en 44 moléculas de medicamentos presentes en el vademécum, tras un recorte similar de 11 moléculas en junio del mismo año. Eso se tradujo en que un tercio de los remedios presentes en la canasta ya no estuvieran cubiertos, pasando de 3000 a 2000 el alcance. Además se recorto la cantidad de cajas de medicamentos gratis que puede acceder un jubilado por mes, pasando de seis durante la administración anterior a cinco. A su vez cualquier afiliado a PAMI que necesite la cobertura total medicamentos puede solicitar un “subsidio social”, cuyos requisitos son ahora más restrictivos ya que se solicita que sus ingresos netos sean menores a 1.5 haberes provisionales mínimos.

#### Renuncia
El 27 de septiembre de 2024, presentó su renuncia por motivos "estrictamente personales". Aunque no se ofreció más información oficial, varios medios sugirieron la existencia de conflictos internos entre Musso y el asesor presidencial Santiago Caputo. Posteriormente, el Gobierno Nacional anunció que su reemplazo sería Mario Lugones, expresidente de la Fundación Güemes.